# Los Inhumanos
Los Inhumanos ist eine spanische Rockband aus Valencia, die 1980 von Alfonso Aguado gegründet wurde. Ihr erfolgreichstes Album 30 hombres solos wurde mit Doppel-Platin ausgezeichnet. 

## Diskografie

### Studioalben
- 1983: Verano Inhumano
- 1985: Los Inhumanos
- 1986: Las chicas no tienen pilila
- 1988: 30 hombres solos (ES: ×2Doppelplatin )[2]
- 1990: No problem (ES: Gold)
- 1991: El mágico poder curativo de la música de los Inhumanos (ES: Gold)
- 1993: 9 Canciones con mensaje y una con recao
- 1994: Si al amanecer no he vuelto... venid a recogerme
- 1995: Música festiva para gente sin complejos
- 1996: Música adhesiva
- 1998: Apaga y vámonos
- 1999: El Retorno del Jeti
- 2002: Baila mulata
- 2004: 25 años haciendo el imbécil
- 2006: Quiero volver con mi mamá

### Livealben
- 1992: Directum Tremens (Doppelalbum)

### Kompilationen
- 2001: Cara Dura
- 2010: Los hombres que amaban a todas las mujeres (Album+Buch+DVD)
- 2012: Iba a tomar una caña y me lie (Doppelalbum)
- 2014: 35 años de fiesta, con la túnica puesta